# Prillimäe
Prillimäe ist ein Dorf (estnisch alevik) in der Landgemeinde Kohila im Norden Estlands. Es liegt im Kreis Rapla, 22 Kilometer von Rapla entfernt.

## Beschreibung und Geschichte
Prillimäe hat 375 Einwohner (Stand 1. Oktober 2008). Die Fläche des Dorfes beträgt 58 Hektar.
Das Dorf erhielt seinen Namen nach dem gleichnamigen Bauernhof (Prillimäe talu). 1937 entstand dort ein estnisches Zentrum für Pelztierzucht. Es wurde vor allem bekannt für die Aufzucht von Silberfüchsen und Blaufüchsen. Mit der sowjetischen Besetzung Estlands wurde der Betrieb enteignet und in eine Sowchose umgewandelt.

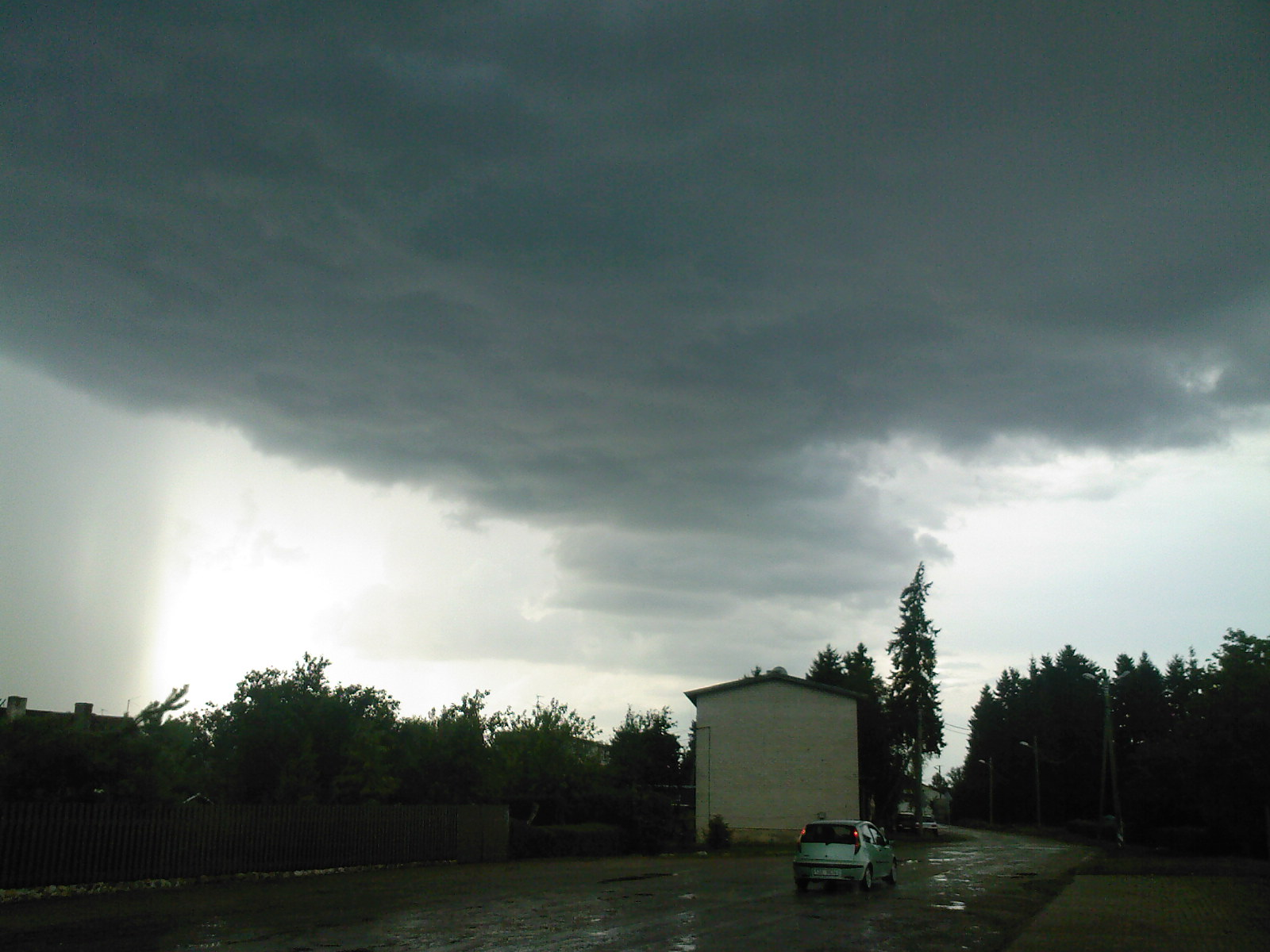
Unwetter über Prillimäe